# عبد الله بن رواحة
عبد الله بن رواحة (المتوفى في جمادى الأولى سنة 8 هـ) صحابي بدري وشاعر وقائد عسكري، وأحد نقباء الأنصار الإثنا عشر، شارك في غزوات النبي محمد ﷺ، وكان أحد الشعراء الذين يدافعون بشعرهم عن النبي محمد ﷺ. استشهد في يوم مؤتة سنة 8 هـ، وهو قائد المسلمين أمام الروم وحلفائهم الغساسنة.

## سيرته
ينتمي عبد الله بن رواحة بن ثعلبة بن امرئ القيس بن عمرو بن امرئ القيس بن مالك الأغر بن ثعلبة بن كعب بن الخزرج إلى بني الحارث أحد بطون قبيلة الخزرج الأزدية. وأمه أيضًا من بني الحارث وهي كبشة بنت واقد بن عمرو بن الإطنابة بن عامر بن زيد مناة بن مالك الأغر. وكان ابن رواحة يُكنى بأبي عمرو، وقيل أبي محمد، وقيل أبي رواحة، وهو خال النعمان بن بشير، وأخو أبو الدرداء لأمه.
كان عبد الله بن رواحة من السابقين إلى الإسلام من الأنصار، وكان أحد نقباء الأنصار الإثني عشر عن بني الحارث من الخزرج في بيعة العقبة. وقد صحب النبي محمد بعد هجرته إلى يثرب، وقد آخى بينه وبين المقداد بن عمرو. خاض ابن رواحة مع النبي محمد غزوة بدر، وقد بعثه النبي محمد بعد المعركة ليُبشّر بني عمرو بن عوف وخطمة ووائل من الأنصار بالنصر. كما شارك في غزوات أحد والخندق وخيبر وصلح الحديبية، وشهد مع النبي محمد عمرة القضاء، وأمره النبي محمد يومها، فقال: «انزل فحَرِّك بنا الرِّكَاب»، فأنشد:
وقد ولاّه النبي محمد عدة مهام، فاستخلفه على المدينة عندما خرج في غزوة بدر الموعد، وبعثه قائدًا لسرية من ثلاثين رجلاً لقتال أسير بن رزام اليهودي في خيبر، فقتله. كما بعثه النبي محمد خارصًا لتقدير زكاة نخل وزروع خيبر.
كان ابن رواحة من القلة الذين يُحسنون الكتابة في يثرب، كما كان شاعرًا لبيبًا، فكان هو وحسان بن ثابت وكعب بن مالك يتولون الرد على من يهجون النبي محمد والمسلمين، ومن شعره في النبي محمد:
اختار النبي محمد عبد الله بن رواحة ليكون القائد الثالث للمسلمين في جيش الشام الذي واجه جيشًا من 200,000 مقاتل من الروم والغساسنة في الشام. عسكر جيش المسلمين الذي قوامه 3,000 رجل بناحية معان، فبلغهم خبر جموع الروم، فاستشار القائد الأول زيد بن حارثة أصحابه فقالوا: «قد وطئت البلاد وأخفت أهلها، فانصرف»، وابن رواحة ساكت، فسأله فقال: «إنا لم نسر لغنائم، ولكنا خرجنا للقاء، ولسنا نقاتلهم بعدد ولا عُدّة، والرأي المسير إليهم». فبلغهم أن هرقل قد نزل بمؤاب، فشجع ابن رواحة المسلمين، وقال: «يا قوم، والله إن الذي تكرهون للتي خرجتم لها الشهادة».
التقى الجيشان في مؤتة في جمادى الأولى سنة 8 هـ، وواجه المسلمون موقفًا عصيبًا بسبب التفوق العددي للروم، فقُتل القائد الأول زيد بن حارثة، ثم القائد الثاني جعفر بن أبي طالب، فانتقلت الراية للقائد الثالث ابن رواحة الذي تردد قليلاً، ثم أنشد:
ثم نزل ابن رواحة للقتال فطُعن، فاستقبل الدم بيده فدلك به وجهه، ثم اخترق الصفوف، وجعل يقول: «يا معشر المسلمين، ذُبُّوا عن لحم أخيكم»، فهاجم المسلمون حتى يدركوه، فلم يزالوا كذلك حتى أدركوه وقد مات مكانه. وقد مات ابن رواحة دون أن يعقب من الولد.

## روايته للحديث النبوي
- روى عن: النبي محمد وبلال بن رباح.[5][6]
- روى عنه: أنس بن مالك وابن أخته النعمان بن بشير[6] وعبد الله بن عباس وأسامة بن زيد[7] وأبو هريرة.[5] وزيد بن أسلم وعطاء بن يسار[10]
- الجرح والتعديل: روى البخاري والنسائي ومحمد بن ماجه أحاديث لابن رواحة في كتبهم، كما روى له أبو داود في كتابه «الناسخ والمنسوخ».[5]